# ستيلث (لعبة فيديو)
ستيلث (بالإنجليزية:Stealth) (باليابانية:ステルス) هي لعبة إلكترونية من نوع الحرب من نمط آر جي بي، أنتجت من قبل نينتندو سنة 1992 الخاص للغة اليابانية، وتعمل بنظام سوبر نينتندو إنترتينمنت سيستم.

## قصة
تدور القصة حول دخول الجيش الأمريكي في جنوب فيتنام سنة 1968 ، وتلقى هجومه من أعدائه الفايت كونغ الموالية لفيتنام الشمالية، ويقوم الجنود الأمريكيين للحرب على الفيتناميين.